# 물작은사슴
물작은사슴 또는 물꼬마사슴(Hyemoschus aquaticus)는 아프리카 열대 기후 지역에서 발견되는 작은 반추류의 일종이다. 10종의 작은사슴 중에서 가장 큰 종으로 사슴과 비슷하지만 작은 개보다 약간 크다.